# Kneeton
 (janvier 2024).
Kneeton est un village du Nottinghamshire, en Angleterre.